# Ryszard Wieczorek (trener)
Ryszard Stanisław Wieczorek (ur. 25 stycznia 1962 w Syryni) – polski piłkarz występujący na pozycji pomocnika, trener.

## Kariera piłkarska
Ryszard Wieczorek karierę piłkarską rozpoczął w 1976 w LZS Syrynia, w którym występował do 1981. Następnie w latach 1981–1984 reprezentował barwy Górnika Pszów Wodzisław Śląski.
Następnie został zawodnikiem Odry Wodzisław Śląski, w którym grał do 1993. Następnie wyjechał do Niemiec grać w Preussen TV Werl, jednak w 1994 wrócił do Odry Wodzisław Śląski, która z Wieczorkiem w składzie osiągnęła największe sukcesy w karierze piłkarskiej. W sezonie 1995/1996 wywalczyła historyczny awans do ekstraklasy, w której Wieczorek zadebiutował w pierwszym meczu klubu w tej klasie rozgrywek – 27 lipca 1996 w wygranym 3:1 meczu u siebie z Polonią Warszawa, w którym Wieczorek strzelił dwie bramki (59' k. – pierwszy gol klubu w ekstraklasie, 73') i już w pierwszym sezonie Odra osiągnęła największe sukcesy w historii klubu: 3. miejsce w ekstraklasie oraz półfinał Pucharu Polski.
14 marca 1998 w przegranym 5:1 meczu wyjazdowym z GKS Katowice strzelił swoją ostatnią bramkę, a 25 kwietnia 1998 w zremisowanym 1:1 meczu u siebie z Wisłą Kraków, w którym w 11. minucie został zastąpiony przez Mariusza Nosala, rozegrał swój ostatni mecz w ekstraklasie. Po sezonie 1997/1998 Wieczorek w wieku 36 lat zakończył piłkarską karierę. Łącznie w ekstraklasie rozegrał 50 meczów, w których strzelił 10 bramek.

## Kariera trenerska
Ryszard Wieczorek po zakończeniu kariery piłkarskiej rozpoczął karierę trenerską. Karierę trenerską rozpoczął jeszcze w latach 90. w Przyszłości Rogów, gdzie w sezonie 1994/95 drużyna ta po raz pierwszy w swej historii awansowała do klasy okręgowej. W Odrze Wodzisław Śląski został trenerem drużyny rezerw, a w latach 1998–2001 był asystentem trenera Jerzego Wyrobka w pierwszej drużynie, którego 1 lipca 2001 zastąpił na tym stanowisku, na którym pozostał do 1 grudnia 2004. W tym okresie klub w środku sezonu 2001/2002 zdobył Mistrzostwo Jesieni.
Następnie 13 grudnia 2004 zastąpił Dariusza Wdowczyka na stanowisku trenera Korony Kielce, z którym w sezonie 2004/2005 wywalczył historyczny awans do ekstraklasy, a w sezonie 2006/2007 dotarł do finału Pucharu Polski, w którym jego zespół przegrał 2:0 z Dyskobolią Grodzisk Wielkopolski na stadionie GKS-u Bełchatów. 7 maja 2007 z powodu słabych występów zespołu w ostatnich meczach został zwolniony z klubu.
1 czerwca 2007 został trenerem Górnika Zabrze, który pod wodzą Wieczorka w sezonie 2007/2008 zajął 8. miejsce w ekstraklasie, jednak we wrześniu 2008 z powodu słabych wyników na początku sezonu 2008/2009 odszedł z klubu. 3 listopada 2008 ponownie został trenerem Odry Wodzisław Śląski, z którym dotarł do finału Pucharu Ekstraklasy, w którym jego zespół przegrał u siebie 0:1 ze Śląskiem Wrocław. 26 września 2009 został zwolniony po porażce w meczu u siebie 0:1 GKS-em Bełchatów. 15 marca 2010 objął posadę trenera Piasta Gliwice, zastępując na tym stanowisku Dariusza Fornalaka, który pod wodzą Wieczorka spadł z ekstraklasy, w związku z czym Ryszard Wieczorek odszedł z klubu.
W latach 2011–2013 był szkoleniowcem ROW-u Rybnik, z którym w sezonie 2012/2013 awansował do I ligi. W latach 2013–2014 ponownie trenował Górnika Zabrze (2013–2014), gdzie zastąpił Adama Nawałkę, który w tym czasie został selekcjonerem reprezentacji Polski.
Potem był trenerem: Limanovi Limanowa (2014–2015), Legionovii Legionowo (2015–2016), Kotwicy Kołobrzeg (2016–2017), Wisły Puławy (2017). 6 lipca 2018  po raz trzeci został trenerem Odry Wodzisław Śląski. Następnie w latach 2019–2021 trenował KKS Kalisz. 10 maja 2022 ponownie został szkoleniowcem Odry Wodzisław Śląski. 1 lipca 2022 został trenerem Polonii Bytom (prowadził Polonię w 17. meczach III ligi, pracował do 9 stycznia 2023). Od 7 marca 2023 do 11 kwietnia tego samego roku prowadził Unię Turza, a 11 kwietnia 2023 został trenerem I-ligowej Arki Gdynia. Sezon 2022/2023 zakończył na 8. miejscu, nie zrealizował celu, jakim było osiągnięcie baraży o udział w Ekstraklasie. 16 czerwca 2023 klub poinformował, że jego ważny do 30 czerwca 2023 kontrakt nie zostanie przedłużony.

## Sukcesy

### Zawodnicze
Odra Wodzisław Śląski
- 3. miejsce w ekstraklasie: 1997
- Awans do ekstraklasy: 1996
- Półfinał Pucharu Polski: 1997

### Szkoleniowe
Odra Wodzisław Śląski
- Mistrzostwo jesieni: 2001
- Finał Pucharu Ekstraklasy: 2009

Korona Kielce
- Awans do ekstraklasy: 2005
- Finał Pucharu Polski: 2007

ROW Rybnik
- Awans do I ligi: 2013